# Aleksandr Vladimirovič Men'
Aleksandr Vladimirovič (Vol'fovič) Men' (in russo Александр Владимирович (Вольфович) Мень?; Mosca, 22 gennaio 1935 – Sergiev Posad, 9 settembre 1990) è stato un presbitero russo, teologo e missionario della Chiesa ortodossa russa, autore dei numerosi libri di carattere storico e catechetico, ucciso mentre si recava nella sua chiesa parrocchiale a celebrare la Divina liturgia.

## Biografia
Nacque a Mosca da una famiglia di ebrei russi. Nonostante il padre di Aleksandr, Volf Gersh-Leybovich fosse un ebreo osservante e sionista, la madre decide di battezzarsi insieme al figlio di pochi mesi in una chiesa ortodossa non lontana dal Monastero della Trinità di San Sergio.
Completati gli studi presso l'istituto di biologia si sposa nel 1956 con una compagna di università. Nel 1958 diventa diacono, nel 1960 viene ordinato sacerdote. Nel 1970 diviene parroco della chiesa di Novaja Derevnja nei dintorni di Puškino (Oblast' di Mosca), dove rimarrà fino alla morte.
La sua attività pastorale era molto intensa, la sua parrocchia diviene un centro di spiritualità e di catechesi per una numerosa famiglia di figli spirituali, composta prevalentemente da giovani intellettuali in ricerca della fede, molti dei quali di origine ebraica.
Fu l'autore di numerosi libri catechetici e di commento alle Scritture e il suo libro “Figlio dell'uomo” diventa un testo fondamentale per migliaia di uomini e donne che si avvicinano al cristianesimo nell'URSS.
La mattina del 9 settembre 1990, mentre aspetta il treno che deve portarlo nella sua parrocchia per celebrare la liturgia, padre Men' viene ucciso a colpi di accetta da uno sconosciuto. Sul luogo della sua morte è stata edificata una cappella divenuta luogo di pellegrinaggio.

## Patrimonio archivistico
I materiali d'archivio, i manoscritti e le opere dattiloscritte dei libri di Men' oggi sono conservati nella Russia cristiana a Seriate, dove sono stati portati da Romano Scalfi dalla sede della casa editrice La vie avec Dieu (in russo Жизнь с Богом - "La vita con dio") a Bruxelles.

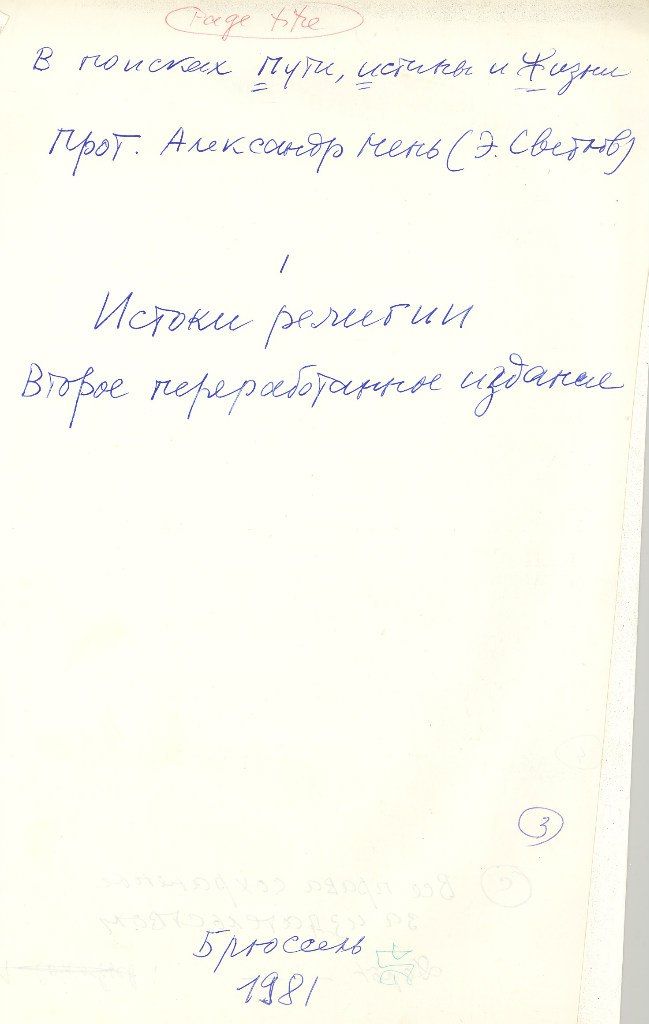
le opere dattiloscritte dei libri di Men'
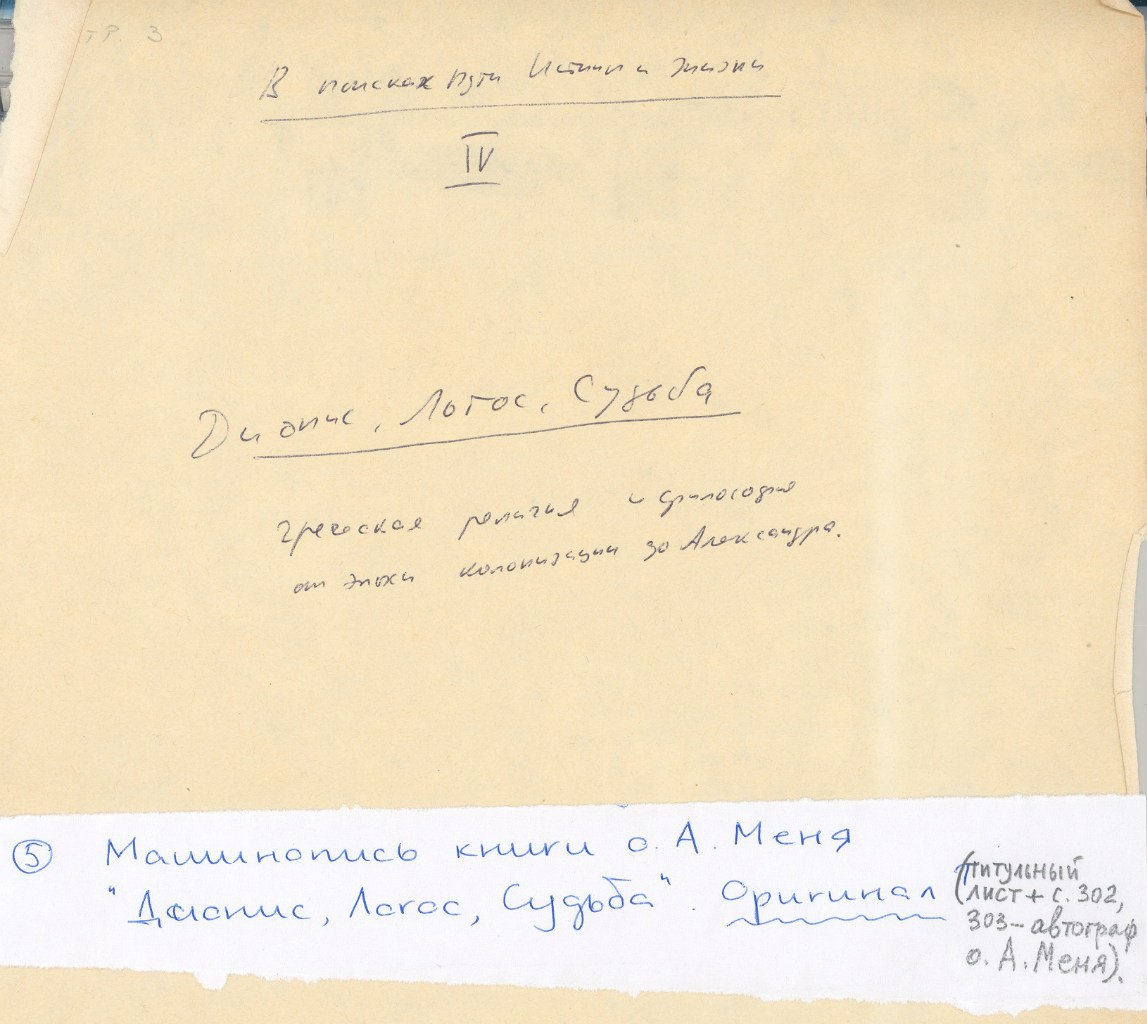
le opere dattiloscritte dei libri di Men'
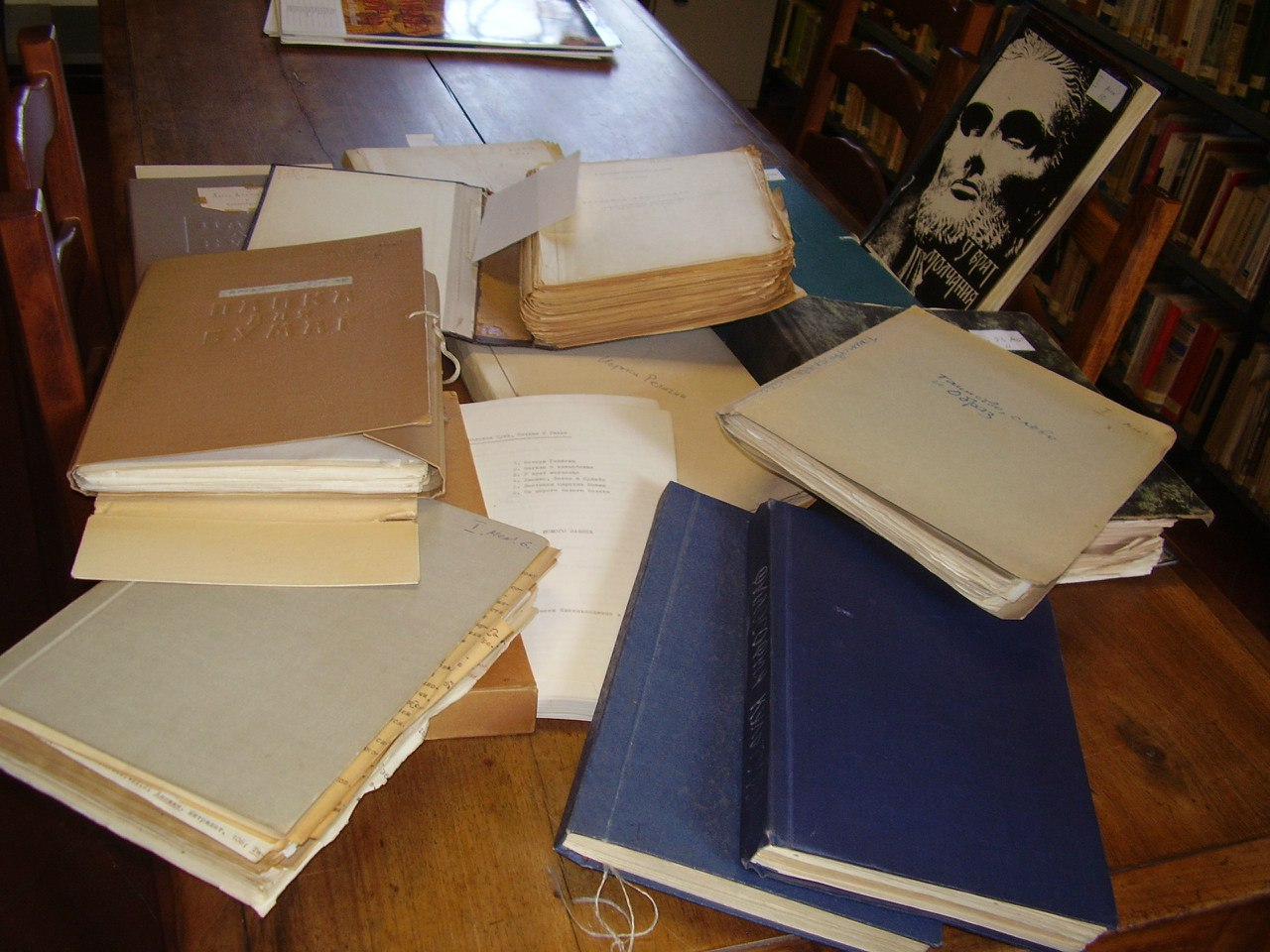
le opere dattiloscritte dei libri di Men'

## Opere
- Le fonti della religione, EMP, 1994.
- Gesù Maestro di Nazareth, Città Nuova, 1999.
- La legge di un uomo vivo, in Liberi, 2008.
- Leggendo l'apocalisse, Libreria Editrice Fiorentina, 2006, 223 p., ill.
- Omelie pasquali, Nova Millennium Romae, 2009, 132 p.
- Passione per l'uomo, giusto per la lotta in La Nuova Europa, # 5, 1998.
- Sono certo della vittoria dello Spirito in La Nuova Europa, # 5, 2015.